# Севикли (Пенсилванија)
Севикли (енгл. Sewickley) град је у америчкој савезној држави Пенсилванија.

## Демографија
По попису из 2010. године број становника је 3.827, што је 75 (-1,9%) становника мање него 2000. године.
| Група             | 2000.         | 2010.         |
| Белци             | 3.410 (87,4%) | 3.353 (87,6%) |
| Афроамериканци    | 376 (9,6%)    | 281 (7,3%)    |
| Азијати           | 33 (0,8%)     | 51 (1,3%)     |
| Хиспаноамериканци | 42 (1,1%)     | 70 (1,8%)     |
| Укупно            | 3.902         | 3.827         |